# Asijaloglikoproteinski receptor
Asijaloglikoproteinski receptori su prototipna klasa receptora koja konstitutivno ulazi u ćelije preko kaveola i isporučuje ligand u intracelularne kompartmane. Osim što su model receptorom posredovane endocitoze, prisustvo tih receptora na hepatocitima pruža za membranu vezana aktivna mesta za međućelijske interakcije. Asijaloglikoproteinski receptori omogućavaju selektivnu isporuku hemoterapeutskih agenasa i stranih gena. Oni su takođe implicirani kao mesta koja posreduju unos virusa hepatitis B.
Asijaloglikoproteinski receptori su lektini koji vezuju asijaloglikoproteine, glikoproteine sa kojih je uklonjena sijalinska kiselina, čime je otvoren pristup galaktoznom ostatku. Ovi receptori izraženi na ćelijama jetre, uklaljanju ciljne glikoproteine iz cirkulacije.

## Spoljašnje veze
- Asialoglycoprotein+receptor на 